# Église Notre-Dame d'Aillas
Pour les articles homonymes, voir Église Notre-Dame.
L'église Notre-Dame d'Aillas est une église catholique située à Aillas, en France.

## Localisation
L'église est située dans le département français de la Gironde, sur la commune d'Aillas, dans le centre du bourg (dit d'Aillas-le-Grand ou Le Petit Montmartre).

## Historique
La façade occidentale est classée au titre des monuments historiques par arrêté du 8 décembre 1896. L'abside et les absidioles sont inscrites par arrêté du 3 novembre 1925 et l'église, pour toutes les parties non protégées par classement, est inscrite en totalité par arrêté du 19 avril 2004.

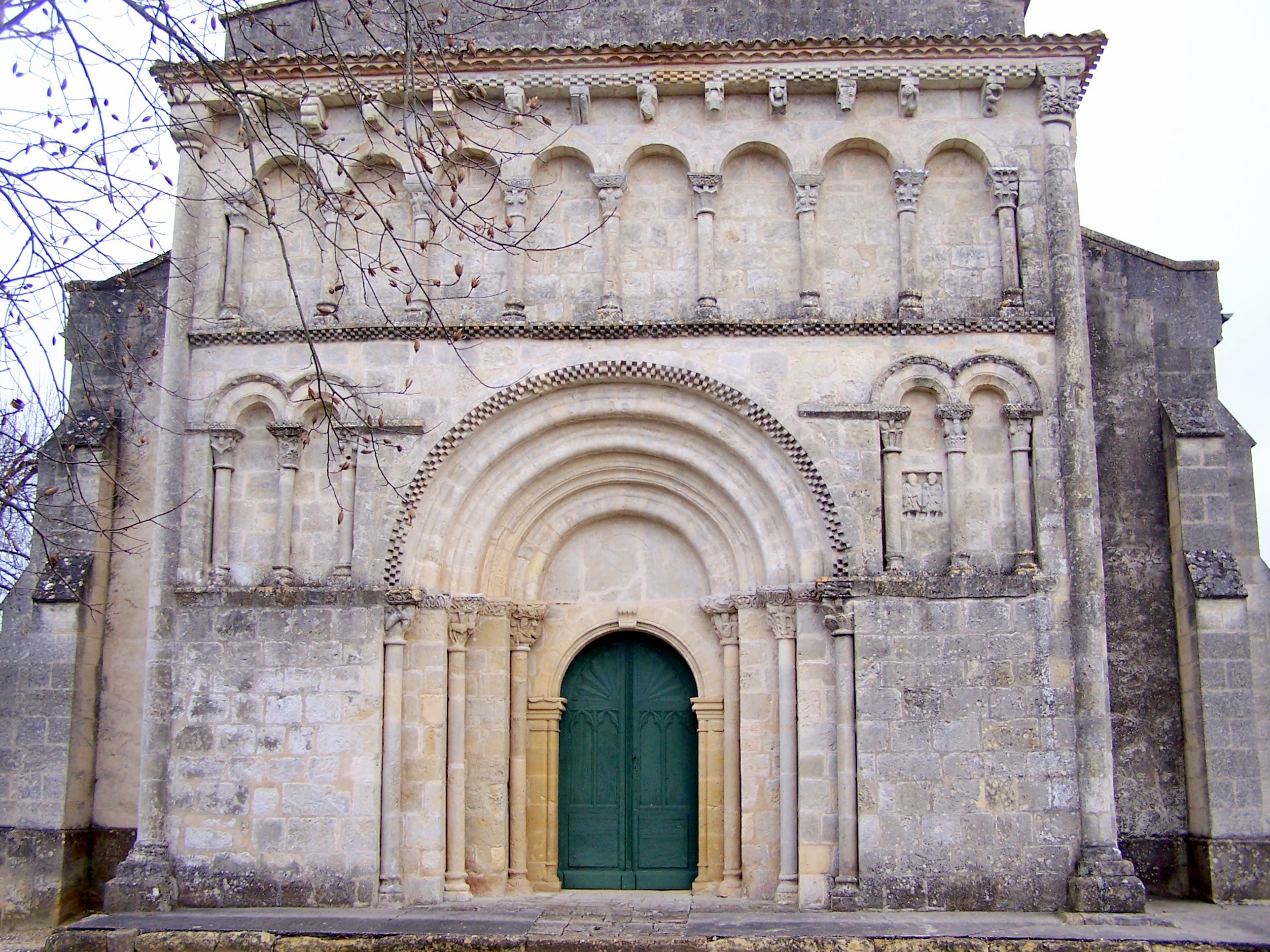
La façade occidentale, objet du classement (déc. 2009)
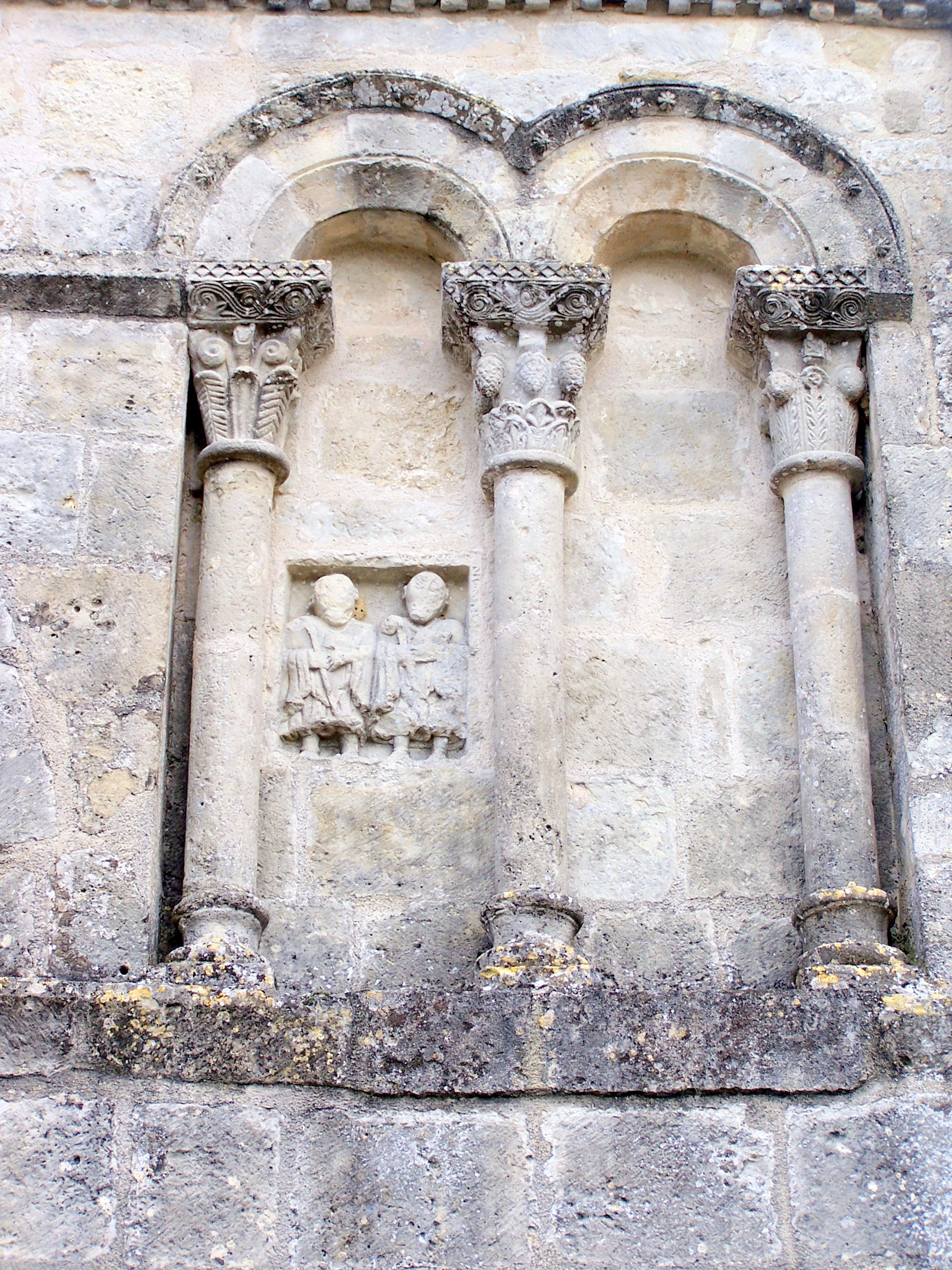
Détail de la façade, sculpture de pèlerins (déc. 2009)
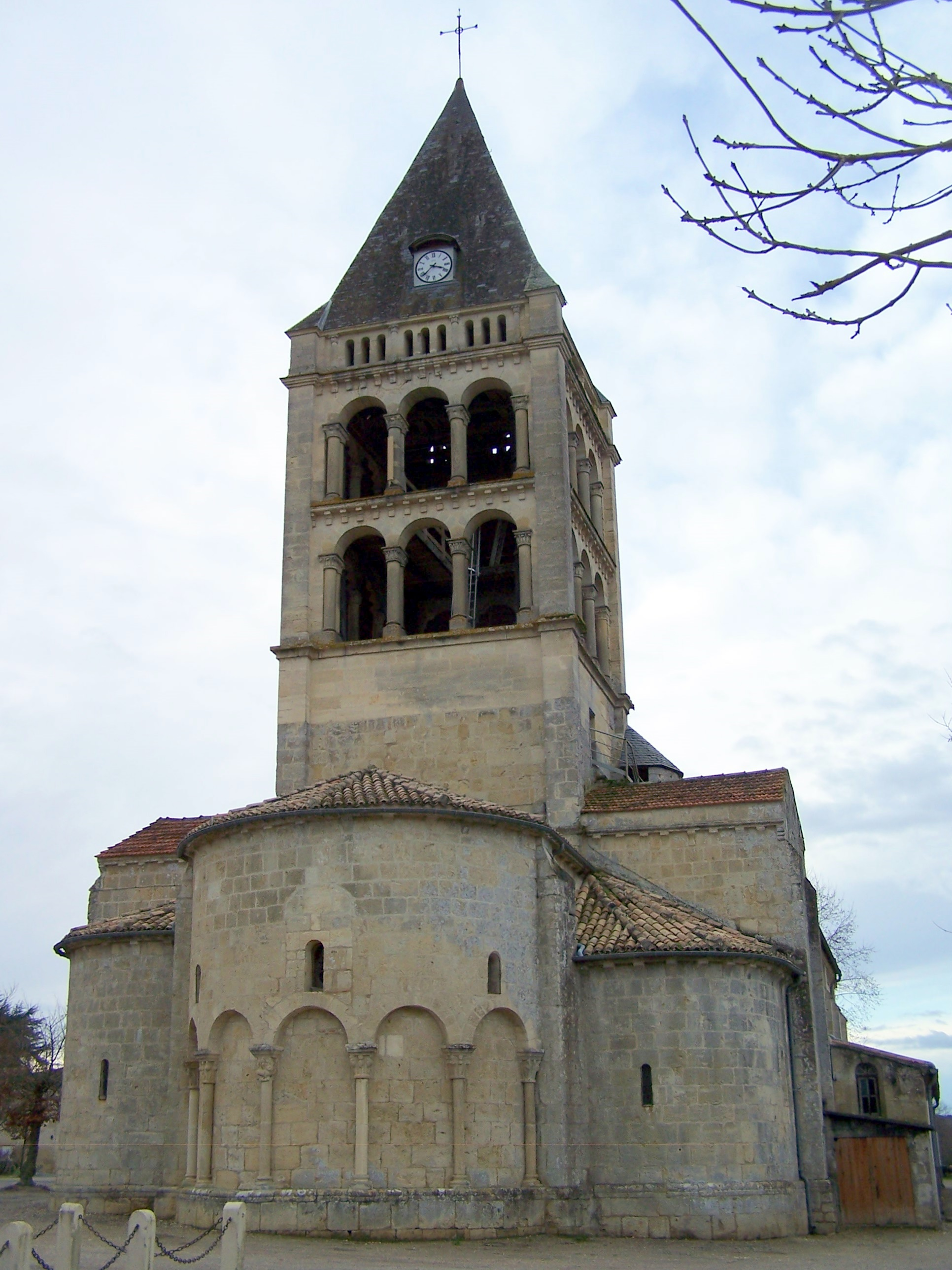
Le chevet, vue nord-est (déc. 2009)